# Hugin et Munin

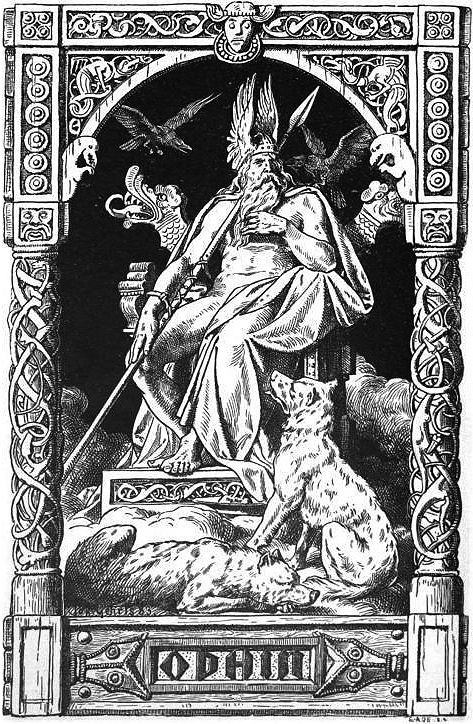
Hugin et Munin aux côtés d'Odin.

Dans la mythologie nordique, Hugin (du vieux norrois huginn signifiant « pensée » ou « esprit ») et Munin (du vieux norrois muninn signifiant « mémoire ») sont les deux corbeaux messagers qui accompagnent Odin. À l'aube, ils partent et parcourent les neuf mondes et reviennent le lendemain matin pour rapporter au dieu ce qu'ils ont vu et entendu, en le lui murmurant à l'oreille.

## Mentions dans les textes
Dans les Grímnismál, poème eddique didactique, Odin mentionne ses corbeaux à la strophe 20 :
| 20. Hvginn oc Mvninn flivga hverian dag iormvngrvnd yfir; ovmc ec of Hvgin, at hann aptr ne comiþ, þo siámc meirr vm Mvnin. | 20. Huginn et Muninn Volent chaque jour Au-dessus du sol immense ; Je m'inquiète que Huginn Ne revienne pas, Pourtant c'est pour Muninn que je suis le plus anxieux. |  |

Dans l’Edda de Snorri, Hugin et Munin sont également mentionnés au chapitre 38 du Gylfaginning. Dans ce texte, Snorri précise que les deux corbeaux sont perchés sur les épaules du dieu, et lui disent à l'oreille ce qu'ils ont vu ou entendu lorsqu'ils survolent les mondes de l'aube jusqu'au déjeuner du matin suivant, « ainsi apprend-il maintes nouvelles ». Odin porte également les noms de Hrafnaguð (« dieu aux corbeaux »), et Hrafnáss (« Ase aux corbeaux »). Ensuite est citée la strophe 20 des Grímnismál.

## Symbolique
Le corbeau est symbole de sagesse. Il peut être perçu comme un intermédiaire entre l'homme et le monde des Dieux. Ainsi dans la mythologie nordique, Hugin et Munin entretiennent la liaison entre l'univers terrestre, et la vie spirituelle : les deux corbeaux murmurent à l'oreille d'Odin ce qu'ils ont vu dans le monde des hommes. Mais le premier sens symbolique donné à l'oiseau l'apparente à la mort. Un corbeau volant au-dessus d'un champ de bataille accompagne les valkyries (celles qui choisissent les guerriers destinés à mourir et à peupler le Valhalla) et leur signale les guerriers les plus courageux.  
Les nombreuses qualités attribuées au corbeau (la sagesse, le pragmatisme, l'adaptabilité, la prévoyance, la fidélité, le courage, etc.) par les Scandinaves n'ont fait qu'inciter cette population à respecter ces oiseaux. 
On retrouve des similitudes quant aux attributs du corbeau dans la mythologie grecque. Oiseau d'Apollon, il a la toute confiance du dieu quant à la surveillance de la nymphe Coronis.

## Culture populaire
- Dans le roman American Gods de Neil Gaiman, Hugin et Munin accompagnent Odin de nombreuses fois lorsqu'il rencontre le personnage principal, Ombre.
- Dans la série télévisée Vikings, Hugin et Munin apparaissent lors des moments importants de la vie de Ragnar Lothbrok[9].
- Dans la série télévisée RWBY, Qrow Branwen et Raven Branwen est une référence tirée de cette mythologie nordique.
- Dans le MMORPG ou (JDRMM : Jeu de Rôle Massivement Multijoueurs en français) EVE Online, le Muninn est un croiseur d’assaut Minmatar et le Huginn un croiseur de reconnaissance Minmatar.
- Dans la série Anita Blake, de Laurell K.Hamilton, le personnage de Raina, une fois morte, se retrouve parfois présente sous la forme de son Munin, ce qui est plus ou moins son âme, ou un souvenir d'elle.
- Dans la série littéraire La Cité des ténèbres de Cassandra Clare, Valentin possède deux corbeaux nommés Hugin et Munin.
- Dans le MMORPG The Secret World, une mission a comme personnages principaux les deux corbeaux, Huginn et Muninn, racontant une fable d'Odin. Ceux-ci parlent directement aux joueurs.
- Dans le MMORPG World of Warcraft, Muninn est un grand corbeau, messager d'Odyn, qui donne des quêtes aux joueurs.
- Dans le MMORPG Aion, Munin est un PNJ.
- Dans les romans du Cycle des Princes d'Ambre, le personnage principal du premier cycle, Corwin, rencontre un corbeau nommé Hugi, qui le suivra un moment en lui posant des réflexions philosophiques sur le sens de sa quête.
- Dans le jeu de combat aérien Ace Combat 7 : Skies Unknown, Hugin et Munin sont deux prototypes de drones ADF-11F ennemis contrôlés par une intelligence artificielle. Ceux-ci tentent de transmettre leurs données de combat aux usines automatisées en utilisant l’Ascenseur Spatial International comme relais, afin se multiplier et de continuer la guerre.
- Dans le manga Lesson of the Evil, Seiji Hasumi nomme deux corbeaux rodant autour de sa maison Hugin et Munin.
- Dans le jeu de stratégie Northgard, le clan du corbeau porte le nom d'Hugin et Munin.
- Huginn & Muninn est le nom d'une maison d'édition spécialisée dans la culture populaire[10].
- Dans le jeu de survie Valheim, Hugin sert de guide et donne des astuces aux joueurs. Munin a été ajouté ultérieurement dans la mise à jour 0.214.2. Il apparaît pour guider les joueurs arrivant dans les Mistlands.
- Dans le manga Valkyrie Apocalypse, le dieu nordique Odin est constamment accompagné des deux corbeaux Hugin et Munin.
- Dans le jeu de stratégie Age of Mythology Hugin et Munin ne sont pas clairement cités mais lorsque l'on joue Odin et que l'ont construit un temple deux corbeaux apparaissent pour nous aider à explorer la carte